# Ephemeridium papillosum
Ephemeridium papillosum är en bladmossart som först beskrevs av Coe Finch Austin, och fick sitt nu gällande namn av Kindberg 1895. Ephemeridium papillosum ingår i släktet Ephemeridium, klassen egentliga bladmossor, divisionen bladmossor och riket växter. Inga underarter finns listade i Catalogue of Life.